# Адольф Гуг
Адольф Гуг (фр. Adolphe Hug, 23 вересня 1923, Цюрих — 24 вересня 2006) — швейцарський футболіст, що грав на позиції воротаря, зокрема, за клуб «Лозанна», а також національну збірну Швейцарії.
Чемпіон Швейцарії. Володар Кубка Швейцарії. 

## Клубна кар'єра
У футболі дебютував 1941 року виступами за команду «Грассгоппер», в якій провів один сезон. 
Своєю грою за цю команду привернув увагу представників тренерського штабу клубу «Лозанна», до складу якого приєднався 1942 року. Відіграв за швейцарську команду наступні сім сезонів своєї ігрової кар'єри. За цей час виборов титул чемпіона Швейцарії.
Протягом 1949—1950 років захищав кольори команди «Уранія» (Женева).
Завершив професійну ігрову кар'єру у клубі «Локарно», за команду якого виступав протягом 1950—1952 років.

## Виступи за збірну
1950 року дебютував в офіційних матчах у складі національної збірної Швейцарії. Протягом кар'єри у національній команді провів у її формі 5 матчів, пропустивши 13 голів.
У складі збірної був учасником чемпіонату світу 1950 року у Бразилії, де зіграв в останньому матчі групового етапу з Мексикою (2-1). 
Помер 24 вересня 2006 року на 84-му році життя.

## Титули і досягнення
- Чемпіон Швейцарії (1):

«Лозанна»: 1943—1944
- Володар Кубка Швейцарії (1):

«Лозанна»: 1943—1944